# Wehrmacht ora zero
Wehrmacht ora zero (Westerplatte) è un film di guerra del 1967 diretto da Stanisław Różewicz. Il film narra la resistenza di una guarnigione polacca durante la battaglia della Westerplatte, avvenuta nel porto della Città Libera di Danzica e considerata la prima battaglia della Seconda guerra mondiale.

## Trama
Nell'estate del 1939 la guarnigione della Westerplatte viene messa in allerta per la recente avanzata nell'Europa centrale della Wehrmacht. Temendo un attacco, l'esercito polacco decide di rinforzare la guarnigione sulla penisola, guidata dal maggiore Henryk Sucharski. Prevedendo principalmente un assalto terrestre, la difesa viene organizzata su tre linee: quella più esterna, fatta di avamposti trincerati; quella intermedia, incentrata su cinque caserme; infine, il quartier generale vero e proprio. Il piano di difesa, inoltre, prevede che la guarnigione sia in grado di resistere per 12 ore, il tempo necessario per mobilitare i rinforzi.
Il 25 agosto 1939 la corazzata Schleswig-Holstein entra nel porto di Danzica ancorando a qualche centinaio di metri da Westerplatte e, nelle prime ore del 1º settembre 1939, spara una bordata contro la guarnigione polacca. Dopo aver superato il muro di confine, grazie al sostegno dell'artiglieria, le truppe naziste vengono respinte dai soldati polacchi, abili a creare una zona di fuoco incrociato, utilizzando un unico cannone da campo e quattro mortai.
Nei giorni successivi, i tedeschi bombardano la penisola di Westerplatte con artiglieria navale e pesante. Un raid aereo di decine di bombardieri distrugge uno dei corpi di guardia polacchi, creando notevoli danni alle infrastrutture e ai mezzi di comunicazione. Il maggiore Sucharski convoca più volte gli altri ufficiali nei giorni della battaglia per discutere le motivazioni di una resa, mentre il capitano Dąbrowski gli chiede di combattere strenuamente e fino alla fine.
La difesa polacca va avanti a oltranza, mentre via radio giunge la notizia che sia la Francia sia l'Impero britannico hanno deciso di entrare in guerra a seguito dell'aggressione nazista ai danni della Polonia. I soldati polacchi respingono a più riprese gli assalti tedeschi. Dopo una settimana di duri combattimenti, però, senza quasi più munizioni, con ormai molti soldati feriti o stremati per lo sforzo di rimanere svegli e senza possibilità di cambi, il maggiore ordina alle sue truppe di deporre le armi ed esporre la bandiera bianca.

## Produzione
Stanisław Różewicz intendeva creare una ricostruzione della difesa di Westerplatte contro lo sbarco delle truppe naziste, enfatizzando sì il coraggio e il sacrificio dei soldati polacchi, ma cercando allo stesso tempo di non sfociare in una romantica mitizzazione di questo episodio. Różewicz ha cercato di ricostruire i fatti nel modo più fedele possibile, commissionando a Wojciech Krzysztofiak e Tadeusz Wybult una dettagliata scenografia; ha inoltre optato per uno stile di narrazione misto tra cinema e documentario: nel lungometraggio si utilizzano anche stralci di autentiche cronache di guerra.

### Riprese
Le scene furono girate in parte a Westerplatte, mentre altre nel campo di addestramento di Rembertów.

## Distribuzione
Il film fu presentato in anteprima nel luglio 1967 a Mosca, e venne distribuito in Polonia il 1º settembre 1967.

## Riconoscimenti
Il film ha ricevuto il Premio d'Argento al Festival cinematografico internazionale di Mosca nel 1967.